# Cestovni promet u Hrvatskoj
Hrvatska je naslijedila najveći dio svojih tradicionalnih prometnih infrastruktura od Austro-Ugarske Monarhije i bivših dviju Jugoslavija. 
Nije se tada vodilo računa o hrvatskim prometnim potrebama, koje se odnose na neophodnost povezivanja i teritorijalnog integriranja RH putem suvremenih i sigurnih infrastruktura, te na potrebe postizanja inter-operabilnosti hrvatskih prometnih sustava s prometnim sustavima naših susjeda, a osobito sa zemljama članicama EU.
Hrvatski teritorij izrazito je tranzitni u prometnom smislu - što ukazuje prolaz triju Paneuropskih koridora (V, VII i X) kroz Hrvatsku.

## Cestovna mreža
Hrvatska na svom području, prema stanju iz 2015. godine, ima ukupno 1.325 km autocesta, 6.886 km državnih cesta, 9.703 km županijskih cesta i 8.980 km lokalnih cesta.

### Autoceste
Autoceste u Hrvatskoj čine mrežu autocesta koje imaju funkciju povezivanja Hrvatske u europski prometni sustav, ostvarivanja kontinuiteta E-ceste (međunarodnim i međudržavnim sporazumima određena kao europska cesta), prometnog povezivanja hrvatskih regija, omogućavanja tranzitnog prometa, a koje su razvrstane kao autoceste sukladno ovom Zakonu.
Hrvatske autoceste označene su velikim slovom A i brojčanom oznakom iza slova. Sljedeća tablica prikazuje sve izgrađene i planirane autoceste u Hrvatskoj:
| Oznaka | Neformalni naziv              | Dionica | Duljina   | Planirana duljina |
| ------ | ----------------------------- | --- | --------- | ----------------- |
| A1     | Autocesta kralja Tomislava    | Zagreb (Lučko) – Bosiljevo – Split – (Dubrovnik, u izgradnji, dovršeno do Ploča)                                                                   | 483,0 km  | 554,0 km          |
| A2     | Zagorska autocesta            | Zagreb (Jankomir) – Krapina – Macelj (granica sa Slovenijom)                                                                                       | 61,0 km   | 61,0 km           |
| A3     | Posavska autocesta            | Bregana (granica sa Slovenijom) – Zagreb – Slavonski Brod – Lipovac (granica sa Srbijom)                                                           | 307,0 km  | 307,0 km          |
| A4     | Varaždinska autocesta         | Zagreb (Ivanja Reka) – Varaždin – Goričan (granica s Mađarskom)                                                                                    | 97,0 km   | 97,0 km           |
| A5     | Slavonska autocesta Slavonika | Beli Manastir (granica s Mađarskom) – Osijek – Svilaj (granica s BiH) (dio izgrađen i pušten u promet, dio u izgradnji)                            | 56,0 km   | 89,0 km           |
| A6     | Primorsko-goranska autocesta  | Bosiljevo – Rijeka (Orehovica) | 81,5 km   | 81,5 km           |
| A7     | Kvarnerska autocesta          | Rupa – Rijeka – (Žuta Lokva) (dio izgrađen i pušten u promet, dio u izgradnji, dio u planu)                                                        | 34,4 km   | 99,0 km           |
| A8     | Istarski ipsilon              | Kanfanar – Matulji (poluautocesta u nadogradnji autoceste)                                                                                         | 64,2 km   | 64,0 km           |
| A9     | Istarski ipsilon              | Kaštel (granica sa Slovenijom) – Pula | 77,0 km   | 77,0 km           |
| A10    | Neretvanska autocesta         | bosanskohercegovačka granica – čvorište Metković (A1)                                                                                              | 9,0 km    | 9,0 km            |
| A11    | Sisačka autocesta             | Zagreb (Jakuševac) – Velika Gorica – Sisak (u izgradnji)                                                                                           | 32,3 km   | 48,0 km           |
|        | Podravski ipsilon             | čvorište Sv. Helena (A 4) – Vrbovec – Križevci – Koprivnica – GP Gola (granica Republike Mađarske) (u izgradnji)                                   | 23,0 km   | 67,0 km           |
|        | Podravski ipsilon             | čvorište Vrbovec 2 (A 12) – Bjelovar – Virovitica – GP Terezino Polje (granica Republike Mađarske) (u izgradnji)                                   | 0,0 km    | 86,0 km           |
|        | Nova obilaznica Zagreba       | čvorište Pojatno (A2) – čvorište Gradna (A3) – čvorište Horvati (A1) – čvorište Mraclin (A11) – čvorište Ivanić-Grad 1 (A3) – čvorište Zelina (A4) | 0,0 km    | 106,0 km          |
|        | Ukupno                        | | 1325,4 km | 1745,5 km         |

Podatci o planiranim duljinama dionica preuzeti sa stranica Hrvatske udruge koncesionara za autocestom s naplatom cestarine: cestarine  Arhivirana inačica izvorne stranice od 4. travnja 2023. (Wayback Machine) 18. srpnja 2014.

### Državne ceste
Državna cesta jest javna cesta koja povezuje cjelokupno državno područje Republike Hrvatske i povezuje ga s mrežom glavnih europskih cesta. U Hrvatskoj trenutno ima 6885,7 km državnih cesta.

## D1-D9
| Broj ceste | Opis ceste | Duljina ceste |
| ---------- | --- | ------------- |
| D1         | G.P. Macelj (gr. R. Slovenije) - Krapina - Zagreb - Karlovac - Gračac - Knin - Brnaze - Split (D8)                                                                | 421,2 km      |
| D2         | G.P. Dubrava Križovljanska (gr. R. Slovenije) - Varaždin - Virovitica - Našice - Osijek - Vukovar - G.P. Ilok (gr. R. Srbije)                                     | 347,5 km      |
| D3         | G.P. Goričan (gr. Mađarske) - Čakovec - Varaždin - Breznički Hum -Zagreb - Karlovac - Rijeka (D8)                                                                 | 218,4 km      |
| D5         | G.P. Terezino Polje (gr. Mađarske) - Virovitica - Veliki Zdenci - Daruvar - Okučani - G.P. Stara Gradiška (gr. BiH)                                               | 123,1 km      |
| D6         | G.P Jurovski Brod (gr. R. Slovenije) - Ribnik - Karlovac - Brezova Glava - Vojnić - Glina - Dvor - gr. BiH                                                        | 134,5 km      |
| D7         | G.P Duboševica (gr. Mađarske) - Beli Manastir - Osijek - Đakovo - G.P Slavonski Šamac (gr. BiH)                                                                   | 115,2 km      |
| D8         | G.P. Pasjak (gr. R. Slovenije) - Šapjane - Rijeka - Zadar - Split - G.P. Klek (gr. BiH) - G.P. Zaton Doli (gr. BiH) - Dubrovnik - G.P. Karasovići (gr. Crne Gore) | 643,8 km      |
| D9         | G.P. Metković (gr. BiH) - Opuzen - D8 | 10,9 km       |

## D10-D76
| Broj ceste | Opis ceste | Duljina ceste |
| ---------- | --- | ------------- |
| D10        | čvorište Sveta Helena (A4) - čvorište Dubrava - čvorište Gradec - Križevci - Koprivnica - G.P. Gola (gr. Mađarske) | 86,4 km       |
| D12        | čvorište Vrbovec 2 (D10) - Bjelovar - Virovitica - G.P. Terezino Polje (gr. Mađarske)                              | 86,5 km       |
| D20        | Čakovec (D3) – Prelog – Donja Dubrava – Đelekovec – Koprivnica (D2)                                                | 50,4 km       |
| D22        | Novi Marof (D3) – Križevci – Sveti Ivan Žabno (D28)                                                                | 42,7 km       |
| D23        | Duga Resa (D3) – Josipdol – Žuta Lokva – Senj (D8)                                                                 | 103,9 km      |
| D24        | Zabok (D1) – Zlatar Bistrica – Donja Konjščina – Budinščina – Novi Marof – Varaždinske Toplice – Ludbreg (D2)      | 75,5 km       |
| D25        | Korenica (D1) – Bunić – Lički Osik – Gospić – Karlobag (D8)                                                        | 83,6 km       |
| D26        | čvorište Dubrava (D10) - Čazma - Garešnica - Dežanovac - Daruvar (D5)                                              | 88,5 km       |
| D27        | Gračac (D1) - Obrovac - Benkovac - Stankovci - D8                                                                  | 96,9 km       |
| D28        | čvorište Gradec (D10) - Bjelovar - Veliki Zdenci (D5)                                                              | 70,7 km       |
| D29        | Novi Golubovec (D35) - Zlatar Bistrica - Marija Bistrica - Soblinec (D3)                                           | 49,8 km       |
| D30        | čvorište Kosnica (A3) - Velika Gorica - Petrinja - G.P. Hrvatska Kostajnica (gr. BiH)                              | 79,7 km       |
| D31        | Velika Gorica (D30) - Pokupsko - Gornji Viduševac - D6                                                             | 56,1 km       |
| D32        | G.P. Prezid (gr. R. Slovenije) - Delnice (D3)                                                                      | 49,7 km       |
| D33        | G.P. Strmica (gr. BiH) - Knin - Drniš - čvorište Vidici (D8)                                                       | 73,3 km       |
| D34        | Slatina (D2) - Donji Miholjac - Josipovac (D2)                                                                     | 79,0 km       |
| D35        | Varaždin (D2) - Lepoglava - Sveti Križ Začretje (D1)                                                               | 46,0 km       |
| D36        | Karlovac (D1) - Pokupsko - Sisak - čvorište Popovača (A3)                                                          | 107,8 km      |
| D37        | Sisak (D36) - Petrinja - Glina (D6)                                                                                | 33,5 km       |
| D38        | Pakrac (D5) - Požega - Pleternica - Đakovo (D7)                                                                    | 120,7 km      |
| D39        | gr. BiH - Aržano - Cista Provo - rotor Šestanovac - Dubci (D8)                                                     | 37,3 km       |
| D40        | čvorište Sveti Kuzam(A7) - D8 - luka Bakar (Zapad)                                                                 | 3,1 km        |
| D41        | G.P. Gola (gr. Mađarske) - Koprivnica - Križevci - čvorište Vrbovec 1 (D10)                                        | 82,9 km       |
| D42        | Vrbovsko (D3) - Ogulin - Josipdol - Plaški - Grabovac (Rakovica) (D1)                                              | 90,3 km       |
| D43        | Đurđevac (D2) - Bjelovar - Čazma - čvorište Ivanić-Grad (A3)                                                       | 78,1 km       |
| D44        | čvorište Nova Vas (Brtonigla) (A9) - Ponte Porton - Buzet - čvorište Lupoglav (A8)                                 | 50,5 km       |
| D45        | Veliki Zdenci - (D5) - Garešnica - čvorište Kutina (A3)                                                            | 43,6 km       |
| D46        | Đakovo D7 -Vinkovci - G.P. Tovarnik (gr. R. Srbije)                                                                | 73,0 km       |
| D47        | Lipik (D5) - Novska - Hrvatska Dubica - Hrvatska Kostajnica - Dvor (D6)                                            | 94,5 km       |
| D48        | čvorište Baderna (A9) - Pazin - čvorište Rogovići (A8)                                                             | 20,8 km       |
| D49        | Pleternica (D38) - čvorište Lužani (A3)                                                                            | 19,2 km       |
| D50        | Žuta Lokva (D23) - Otočac - Gospić - Gračac (D27)                                                                  | 104,2 km      |
| D51        | Gradište (Kutjevo) (D53) - Požega - čvorište Nova Gradiška (A3)                                                    | 50,3 km       |
| D52        | Špilnik (D50) - Korenica (D1)                                                                                      | 41,1 km       |
| D53        | G.P. Donji Miholjac (gr. Mađarske) - Našice - G.P. Slavonski Brod (gr. BiH)                                        | 91,6 km       |
| D54        | Maslenica (D8) - Zaton Obrovački (D27)                                                                             | 13,5 km       |
| D55        | Borovo (D2) - Vinkovci - G.P. Županja (gr. BiH)                                                                    | 48,6 km       |
| D56        | Drniš (D33) - Muć - čvorište Klis-Grlo (D1)                                                                        | 53,1 km       |
| D57        | Vukovar (D2) - Orolik - Nijemci - čvorište Lipovac (A3)                                                            | 35,9 km       |
| D58        | Šibenik (luka) - Boraja - Trogir (D8)                                                                              | 43,0 km       |
| D59        | Knin (D1) - Kistanje - Bribirske Mostine - Putičanje - Kapela (D8)                                                 | 53,9 km       |
| D60        | Brnaze (D1) - Trilj - Cista Provo - Imotski - G.P. Donji Vinjani (gr. BiH)                                         | 66,1 km       |
| D62        | Šestanovac (D39) - Zagvozd - Vrgorac - Kula Norinska - Metković (D9)                                               | 89,5 km       |
| D64        | Pazin (D48) - Potpićan - Vozilići (D66)                                                                            | 26,9 km       |
| D66        | Pula (D400) - Labin - Opatija - Matulji (D8)                                                                       | 90,1 km       |
| D69        | Slatina (D2) - Čeralije - Voćin - Novo Zvečevo - Kamenska (D38)                                                    | 53,4 km       |
| D70        | Omiš (D8) - Naklice - Gata - čvorište Blato na Cetini (A1)                                                         | 21,6 km       |
| D72        | Slavonski Brod: D53 - Svačićeva - I. G. Kovačića - N. Zrinskog (D423)                                              | 2,7 km        |
| D74        | Đurmanec (D207) - Krapina - Bednja - Lepoglava (D35)                                                               | 22,0 km       |
| D75        | D200 - Savudrija - Umag - Novigrad - Poreč - Vrsar - Vrh Lima - Bale - Pula (D400)                                 | 101,7 km      |
| D76        | Baško Polje (D8) - Zagvozd (D62) - Grubine (D60) - Imotski - G.P. Vinjani Gornji (gr. BiH)                         | 28,3 km       |

## D100-D128
| Broj ceste | Opis ceste                                                          | Duljina ceste |
| ---------- | ------------------------------------------------------------------- | ------------- |
| D100       | Porozina (trajektna luka) - Cres - Mali Lošinj (Ž5159)              | 80,5 km       |
| D101       | D100 - Merag (trajektna luka)                                       | 10,9 km       |
| D102       | Šmrika (D8) - Krk - Baška                                           | 48,3 km       |
| D103       | D102 - Zračna luka Rijeka                                           | 1,7 km        |
| D104       | D102- Valbiska (trajektna luka)                                     | 10,1 km       |
| D105       | Lopar (trajektna luka) - Rab - Mišnjak (trajektna luka)             | 22,7 km       |
| D106       | Žigljen (trajektna luka) - Novalja - Pag - Ražanac - Posedarje (D8) | 73,8 km       |
| D109       | Veli Rat - Savar - Sali                                             | 41,9 km       |
| D110       | Muline (trajektna luka) - Ugljan - Tkon (trajektna luka)            | 41,6 km       |
| D111       | Maslinica - Grohote - Stomorska                                     | 17,8 km       |
| D112       | Rogač (trajektna luka) - D111                                       | 1,9 km        |
| D113       | Supetar - Nerežišća - Sumartin (trajektna luka)                     | 39,4 km       |
| D114       | Milna - Sutivan - Supetar (D113)                                    | 18,8 km       |
| D115       | Gornji Humac (D113) - Bol                                           | 11,4 km       |
| D116       | Hvar - Milna - Starigrad (trajektna luka) - Sućuraj                 | 77,8 km       |
| D117       | Komiža - Podhum - Vis                                               | 19,9 km       |
| D118       | Vela Luka - Kapja - Dubovo - Korčula                                | 43,5 km       |
| D119       | Uble - Lastovo                                                      | 9,5 km        |
| D120       | Pomena - Polače - Sobra - Saplunara                                 | 42,9 km       |
| D121       | Murter - Tisno - D8                                                 | 14,0 km       |
| D123       | Trajektna luka Sobra - D120                                         | 1,1 km        |
| D124       | Trajektna luka Brbinj - Brbinj - D109                               | 1,7 km        |
| D125       | Trajektna luka Zaglav - D109                                        | 1,1 km        |
| D126       | Trogir (D315) - Arbanija - Slatine                                  | 8,3 km        |
| D128       | Uvala Mikavica - Trajektno pristanište Žirje                        | 3,8 km        |

## D200-D231
| Broj ceste | Opis ceste                                                                      | Duljina ceste |
| ---------- | ------------------------------------------------------------------------------- | ------------- |
| D200       | G.P. Plovanija (gr. R. Slovenije) - Buje - čvorište Buje (A9)                   | 11,8 km       |
| D201       | G.P. Požane (gr. R. Slovenije) - Buzet (D44)                                    | 7,1 km        |
| D203       | G.P. Brod na Kupi - Delnice (D3)                                                | 11,2 km       |
| D204       | G.P. Pribanjci (gr. R. Slovenije) - Bosanci (D3) - čvorište Bosiljevo 1 (A1)    | 6,3 km        |
| D205       | G.P. Razvor - Kumrovec - Klanjec - Gubaševo (D1)                                | 24,6 km       |
| D206       | G.P. Hum na Sutli (gr. R. Slovenije) - Pregrada - Krapina (D1)                  | 28,7 km       |
| D207       | Hum na Sutli (D206) - Lupinjak - Đurmanec (D1)                                  | 14,5 km       |
| D208       | G.P. Trnovec (gr. R. Slovenije) - Nedelišće (D3)                                | 6,9 km        |
| D209       | G.P. Mursko Središće (gr. R. Slovenije) - Šenkovec - Čakovec (D3)               | 17,3 km       |
| D210       | Gola (D41) - Ždala - Molve - Virje (D2)                                         | 24,3 km       |
| D211       | G.P. Baranjsko Petrovo Selo (gr. Mađarske) - Baranjsko Petrovo Selo (D517)      | 2,0 km        |
| D212       | D7 - Kneževi Vinogradi - G.P. Batina (gr. R. Srbije)                            | 22,1 km       |
| D213       | D2 - G.P.Erdut (gr. R. Srbije)                                                  | 26,7 km       |
| D214       | Županja (D55) - Gunja - gr. BiH                                                 | 28,8 km       |
| D216       | Vojnić (D6) - Kolarić - G.P. Maljevac (gr. BiH)                                 | 25,0 km       |
| D217       | Ličko Petrovo Selo (D1) - G.P. Ličko Petrovo Selo (gr. BiH)                     | 3,0 km        |
| D218       | G.P. Užljebić (gr. BiH) - Dobroselo - Mazin - D1                                | 57,2 km       |
| D219       | Gornji Muć (D56) - Sinj - Obrovac Sinjski - G.P. Bili Brig (gr. BiH)            | 31,7 km       |
| D220       | čvorište Bisko (A1) - Čaporice (D60) - Trilj - G.P. Kamensko (gr. BiH)          | 28,9 km       |
| D222       | G.P. Mali Prolog (gr. BiH) - D62                                                | 0,6 km        |
| D223       | G.P. Gornji Brgat (gr. BiH) - Dubac (D8)                                        | 4,6 km        |
| D224       | Mošćenica (D37) - Blinjski Kut - Sunja - Panjani (D30)                          | 34,2 km       |
| D225       | G.P. Harmica (gr. R. Slovenije) - Brdovec - čvorište Zaprešić (A2)              | 14,8 km       |
| D227       | gr. R. Slovenije - Banfi - Štrigova - Prekopa - Lopatinec - Šenkovec (D209)     | 19,4 km       |
| D228       | Jurovski Brod (D6) - Kamanje - Ozalj - Karlovac (D1)                            | 30,2 km       |
| D229       | D206 - Mali Tabor - Luka Poljanska - Miljana - Kumrovec (D205)                  | 25,9 km       |
| D231       | G.P. Bregana Naselje (gr. R. Slovenije) - Samobor - čvorište Sveta Nedelja (A3) | 10,9 km       |

## D300-D315
| Broj ceste | Opis ceste                                                        | Duljina ceste |
| ---------- | ----------------------------------------------------------------- | ------------- |
| D300       | Umag (D75) - čvorište Buje (A9)                                   | 8,4 km        |
| D301       | Novigrad (D75) - Bužinija - čvorište Nova Vas (A9)                | 5,8 km        |
| D302       | Poreč (D75) - čvorište Baderna (A9)                               | 10,0 km       |
| D303       | Rovinj (D75) - čvorište Kanfanar (A9)                             | 13,5 km       |
| D305       | D32 - Čabar (Ž5031)                                               | 4,9 km        |
| D306       | Vir - Nin - Zadar (Bili Brig) (D8)                                | 27,5 km       |
| D307       | Gubaševo (D1) - Oroslavje - Donja Stubica - Marija Bistrica (D29) | 23,8 km       |
| D310       | Jastrebarsko (D1) - čvorište Jastrebarsko (A1)                    | 3,7 km        |
| D312       | D47 - Novska                                                      | 1,8 km        |
| D313       | Nova Gradiška - Rešetari (D51)                                    | 1,9 km        |
| D314       | D2 - Orahovica                                                    | 2,9 km        |
| D315       | Trogir (D126) - Pantana (D409)                                    | 2,7 km        |

## D400-D429
| Broj ceste | Opis ceste                                                 | Duljina ceste |
| ---------- | ---------------------------------------------------------- | ------------- |
| D400       | Pula (D75) - Pula (trajektna luka)                         | 1,6 km        |
| D401       | D66 - Zračna luka Pula                                     | 1,6 km        |
| D402       | D66 - Brestova (trajektna luka)                            | 3,2 km        |
| D403       | čvorište Škurinje (A7) - Luka Rijeka (Zapad)               | 2,4 km        |
| D404       | Rijeka (D8) - Luka Brajdica - čvorište Draga (A7)          | 4,0 km        |
| D405       | Stinica (trajektna luka) - D8                              | 3,8 km        |
| D406       | D8 - Prizna (trajektna luka)                               | 2,9 km        |
| D407       | Zadar (trajektna luka) - Zadar (D8)                        | 3,8 km        |
| D408       | Zračna luka Pleso - D30                                    | 3,8 km        |
| D409       | Plano (D8) - Zračna luka Resnik                            | 3,3 km        |
| D410       | Trajektna luka Split - Visoka (D8)                         | 4,0 km        |
| D411       | Makarska zapad (D8) - Makarska (trajektna luka) - (D411)   | 1,5 km        |
| D412       | Drvenik (D8) - Drvenik (trajektni pristan)                 | 0,3 km        |
| D413       | Ploče (D8) - Luka Ploče                                    | 1,9 km        |
| D414       | Trajektna luka Orebić - Ston - Zaton Doli (D8)             | 64,7 km       |
| D415       | Trajektna luka Trpanj - Donja Banda (D414)                 | 7,2 km        |
| D416       | Prapratno (D414) - Trajektna luka Prapratno                | 0,9 km        |
| D417       | Riječno pristanište Osijek - D2                            | 2,3 km        |
| D418       | D2 - Zračna luka Klisa                                     | 2,5 km        |
| D420       | Sustjepan (D8) - Luka Gruž                                 | 2,8 km        |
| D421       | Most-Raša (D66) - Luka Bršica                              | 3,6 km        |
| D422       | čvorište Babindub (D424) - Zračna luka Zadar               | 3,9 km        |
| D423       | Slavonski Brod: D514 - Luka Slavonski Brod                 | 6,1 km        |
| D424       | Zadar (Luka Gaženica) - čvorište Zadar 2 (A1)              | 17,6 km       |
| D425       | ČCP Karamatići - čvorište Čeveljuša (D8)                   | 17,6 km       |
| D427       | čvorište Marčelji (A7) - Viškovo - čvorište Rujevica (A7)  | 10,3 km       |
| D429       | Selište Drežničko (D42) - Plitvička jezera - Prijeboj (D1) | 14,1 km       |

## D500-D536
| Broj ceste | Opis ceste                                                                    | Duljina ceste |
| ---------- | ----------------------------------------------------------------------------- | ------------- |
| D500       | čvorište Vranja (A8) - Šušnjevica - Kršan (D64)                               | 23,6 km       |
| D501       | Gornje Jelenje (D3) - čvorište Oštrovica (A6) - Meja - Križišće - Šmrika (D8) | 20,3 km       |
| D502       | Zemunik Donji (D424) - Smilčić - Karin (D27)                                  | 17,3 km       |
| D503       | Zapužane (D27) - Biograd na Moru (trajektna luka)                             | 16,2 km       |
| D507       | Valentinovo (D206) - Krapinske Toplice - Gubaševo (D205)                      | 15,6 km       |
| D510       | čvorište Umag (A9) - G.P. Kaštel (gr. R. Slovenije)                           | 3,0 km        |
| D512       | Makarska (D8) - Ravča (D62)                                                   | 30,6 km       |
| D514       | Slavonski Brod (D53) - čvorište Slavonski Brod istok (A3)                     | 2,7 km        |
| D515       | Našice (D53) - Đakovo (D7)                                                    | 32,7 km       |
| D516       | Karasovići (D8) - G.P. Konfin (gr. Crne Gore)                                 | 14,4 km       |
| D517       | Beli Manastir (D7) - Belišće (D34)                                            | 27,4 km       |
| D518       | Osijek (D2) - Jarmina (D46)                                                   | 32,9 km       |
| D519       | Dalj (D213) - Borovo (D2)                                                     | 16,2 km       |
| D520       | čvorište Babina Greda (A3) - Slavonski Šamac (D7)                             | 7,6 km        |
| D522       | Udbina (D1) - Lovinac - čvorište Gornja Ploča (A1)                            | 13,2 km       |
| D525       | Pleternica (D49) - čvorište Slavonski Brod zapad (A3) - Slavonski Brod (D53)  | 25,6 km       |
| D526       | čvorište Varaždinske Toplice (A4) - Varaždinske Toplice (D24)                 | 1,2 km        |
| D528       | Varaždin (D2) - čvorište Varaždin (A4)                                        | 2,4 km        |
| D530       | čvorište Ludbreg (A4) - Zamlaka (D2)                                          | 1,6 km        |
| D531       | čvorište Vrpolje (A1) - Vrpolje (Šibenik) (D58)                               | 1,7 km        |
| D534       | Budak (D25) - čvorište Gospić (A1)                                            | 2,4 km        |
| D535       | Drvenik (D8) - Ravča (D62)                                                    | 12,1 km       |
| D536       | čvorište Buševec (A11) - Buševec (D30)                                        | 1,0 km        |